# Pokémon: Chuyến phiêu lưu của Pikachu và Koko
Pokémon: Chuyến Phiêu Lưu Của Pikachu Và KoKo  (劇場版ポケットモンスター ココ Gekijō-ban Pokettomonsutā Koko, Pocket Monsters the Movie: Coco), có tên tiếng Anh chính thức là Pokémon the Movie: Secrets of the Jungle là một phim anime Nhật Bản năm 2020 dựa theo thương hiệu truyền thông Pokémon của Tajiri Satoshi và do OLM sản xuất. Bộ phim là phim thứ 23 trong loạt phim điện ảnh Pokémon và là phim thứ ba thuộc xê-ri Dòng thời gian thay thế. Phim quay lại phong cách nghệ thuật 2D truyền thống thay vì dùng công nghệ hoạt hình máy tính như đã thể hiện ở phim Mewtwo phản công – Tiến hóa trước đó. Phim có sự góp mặt của Pokémon bí ẩn Thế hệ VIII Zarude và một Celebi màu bóng.
Ở Nhật Bản, bộ phim được phát hành vào ngày 25 tháng 12 năm 2020 bởi Toho. Trước đó phim được lên kế hoạch công chiếu tại Nhật Bản vào ngày 10 tháng 7 năm 2020 nhưng đã phải trì hoãn do Đại dịch COVID-19 tại Nhật Bản. Phim dự kiến phát hành trên toàn thế giới (trừ Nhật Bản, Hàn Quốc và Trung Quốc) trên Netflix vào ngày 8 tháng 10 năm 2021.
Trong thời gian giới hạn, nếu người chơi Pokémon Sword và Shield đặt trước vé cho buổi ra mắt phim này, họ sẽ nhận được Pokémon thần thoại Zarude ở dạng "Dada" và Shiny Celebi.

## Diễn viên lồng tiếng
| Nhân vật (Tên Tiếng Anh) | Lồng tiếng Nhật     | Lồng Tiếng Anh        | Lồng Tiếng Việt |
| ------------------------ | ------------------- | --------------------- | --------------- |
| Satoshi (Ash Ketchum)    | Rika Matsumoto      | Sarah Natochenny      | Hoàng Khuyết    |
| Pikachu                  | Ikue Otani          | Ikue Otani            |                 |
| Musashi (Jessie)         | Megumi Hayashibara  | Michele Knotz         | Huyền Chi       |
| Kojiro (James)           | Shin'ichiro Miki    | James Carter Cathcart | Tiến Đạt        |
| Nyasu (Meowth)           | Inuko Inuyama       | James Carter Cathcart | Anh Tuấn        |
| Sonans (Wobbuffet)       | Yuji Ueda           | Michele Knotz         | Quang Tuyên     |
| Người dẫn chuyện         | Kenyu Horiuchi      | Rodger Parsons        | Tiến Đạt        |
| Hanako (Delia Ketchum)   | Masami Toyoshima    | Sarah Natochenny      | Ngọc Quyên      |
| Zarude                   | Nakamura Kankurō VI | Edward Bosco          | Trần Vũ         |
| Koko / Al Molybden       | Moka Kamishiraishi  | Kimlinh Tran          | Ánh Vân         |
| Bác sĩ Zed               | Kōichi Yamadera     | Billy Kametz          | Quang Tuyên     |
| Karen (Sharon)           | Shoko Nakagawa      | Michelle Ruff         | Thanh Hồng      |

## Phát hành

### Chiếu rạp
Phim được phát hành vào ngày 25 tháng 12 năm 2020 tại Nhật Bản. Ngày phát hành ban đầu vào ngày 10 tháng 7 năm 2020, đã bị trì hoãn do Đại dịch COVID-19 tại Nhật Bản.

### Trực tuyến
Bộ phim được phát hành trên toàn thế giới trên Netflix vào ngày 8 tháng 10 năm 2021. Khác phim Pokémon: Mewtwo phản công – Tiến hóa được phát hành trước đó, phiên bản lồng tiếng Việt của phim bị trì hoãn, hiện tại chỉ có bản lồng tiếng Anh gốc với phụ đề Tiếng Việt. Trước đó, phim có tên là Pokémon- Phim Điện Ảnh: Bí Mật Rừng Rậm nhưng sau đó đã đổi thành Pokémon: Chuyến Phiêu Lưu Của Pikachu Và KoKo

## Tiếp nhận

### Doanh thu phòng vé
Theo báo cáo "Những bộ phim đã phát hành nửa đầu năm 2021" của Toho, Pokémon – Phim Điện Ảnh: Bí Mật Rừng Rậm đã vượt mốc 1 tỷ yên và tổng doanh thu cuối cùng đạt khoảng 2,02 tỷ yên (18,41 triệu đô la Mỹ).